# Efecte Matilda

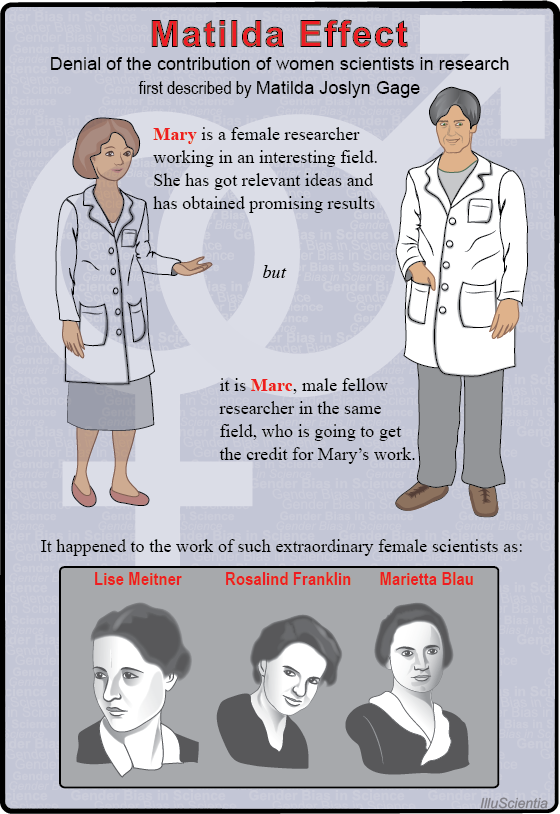
Efecte Matilda

L'Efecte Matilda és un biaix en contra del reconeixement dels èxits de dones científiques, el treball de les quals és menystingut o fins i tot atribuït als seus col·legues homes. Aquest efecte va ser descrit per primera vegada per la sufragista i abolicionista Matilda Joslyn Gage en el seu assaig Woman as Inventor (1870) i el terme fou proposat per la historiadora de la ciència Margaret W. Rossiter el 1993.
| «                                                                   | Durant segles, les dones científiques i les seues contribucions han sigut esborrades i minimitzades. Fins i tot hui dia, moltes científiques continuen enfrontant-se a bona cosa d’obstacles, tant en les seues carreres professionals com en la vida quotidiana. Aquesta discriminació històrica, que invisibilitza els èxits de les dones i dificulta el desenvolupament de les seues carreres professionals, rep el nom d’efecte Matilda i posa de manifest els tres pilars fonamentals de la discriminació que pateixen: barreres, invisibilització i naturalització. | » |
| — Gómez Escrivá, Daniel; Pérez Gómez, Claudia; Puchol Forés, Borja, | |   |

## Investigacions
Segons alguns estudis, l'efecte era especialment pronunciat la dècada del 1990 als Estats Units d'Amèrica. Dues investigadores de la Universitat Radboud a Nimega van demostrar el 2012 que als Països Baixos el sexe dels científics candidats a la càtedra influïa en l'avaluació que se'n fa, reben més reconeixement i premis els homes que les dones amb currículums similars.
Investigadors italians van descriure casos similars en un estudi, corroborat posteriorment per un estudi espanyol. D'altra banda, diversos estudis no van trobar cap diferència entre les cites i l'impacte de publicacions d'autors masculins respecte a autores de gènere femení. Per altra banda, una investigació suïssa conclou que els mitjans de comunicació de masses promouen majoritàriament la participació de científics masculins que no pas a les seves col·legues de sexe femení.
Segons un estudi nord-americà, "tot i que la discriminació manifesta de gènere en general continua disminuint a la societat nord-americana", "les dones continuen sent menys afavorides pel que fa a la recepció de reconeixements i premis científics, especialment per a la investigació".
Aquest efecte es dona també en les contribucions científiques de dones, que no són tan reconegudes. Segons estudis com Gender homophily in citations, es produeix un gran biaix de gènere en la difusió de la recerca amb una major tendència per part dels homes a citar el treball dels seus companys obviant el de les companyes.

## Exemples de dones afectades
Exemples de dones que han patit l'efecte Matilde:
- Trotula (Trota de Salern, Segle XII) – Metgessa italiana, autora d'obres que, després de la seva mort, van ser atribuïdes a autors masculins. L'hostilitat envers les dones com a mestres i curanderes va provocar la negació de la seva pròpia existència. Al principi, el seu treball es va atribuir al seu marit o al seu fill, però a mesura que es va transmetre informació, els monjos van confondre el seu nom amb el d'un home. No és mencionada en obres de referència tan rellevants com el "Dictionary of Scientific Biography"[2]
- Nettie Stevens (1861–1912), descobridora del sistema de determinació del sexe XY i una de les genetistes més importants de la història.[14] Els seus estudis crucials sobre els escarabats de la farina van revelar per primer cop que el sexe d'un organisme està determinat pels seus cromosomes en lloc de per factors ambientals o d'altres. Stevens va influir molt en la transició de la comunitat científica cap a aquesta nova línia d'investigació: la determinació del sexe cromosòmic.[15] No obstant això, Thomas Hunt Morgan, genetista distingit en aquella època, se li atribueix generalment aquest descobriment.[16] Tot i el seu extens treball en el camp de la genètica, sovint no es tenen en compte les contribucions de Stevens al treball de Morgan.[17]
- Mary Whiton Calkins (1863–1930) – investigadora de la Harvard University va descobrir que els estímuls que estaven emparellats amb altres estímuls vius es recordarien més fàcilment. També va descobrir que la durada de l'exposició conduïa a un millor record. Aquests descobriments, juntament amb el seu mètode de parells associats serien utilitzats més tard per Georg Elias Müller i Edward B. Titchener, sense que es donés cap menció a Calkins.[18]
- Gerty Cori (1896–1957), bioquímica reconeguda amb el premi Nobel, va treballar durant anys com assistent del seu marit, malgrat tenir la mateixa qualificació per una plaça de docent.[19][20]
- Rosalind Franklin (1920–1958) reconeguda ara com a col·laboradora principal en el descobriment de l'estructura de l’ADN el 1953. En el moment del seu descobriment per part de Francis Crick i James Watson, pel qual tots dos homes van rebre un Nobel de 1962, el seu treball no va rebre el degut reconeixement. Més tard, Watson descrigué la importància crucial de la contribució de Franklin al seu llibre de 1968 La doble hèlix.[21]
- Marthe Gautier (nascuda el 1925) – se li reconeix el seu paper important en el descobriment de l'anomalia cromosòmica que causa la síndrome de Down, un descobriment atribuït anteriorment exclusivament a Jérôme Lejeune.[22]
- Marian Diamond (nascuda Cleeves; 1926–2017), professora i més tard catedràtica de la Universitat de Califòrnia a Berkeley, va descobrir experimentalment el fenomen de la plasticitat cerebral, que era contrari al dogma neurològic anterior. Quan el seu article seminal de 1964 estava a punt de publicar-se[23] es va assabentar que els noms dels seus dos coautors secundaris, David Krech i Mark Rosenzweig, havien estat avantposats al seu nom (que, a més, s'havia posat entre parèntesis). La seva protesta va conduir a que es posés en primer lloc el seu nom sense parèntesis. L'incident es descriu en una pel·lícula documental del 2016: My Love Affair with the Brain: The Life and Science of Dr. Marian Diamond.[24]
- Harriet Zuckerman (nascuda el 1937), com a resultat de l'efecte matilda, Zuckerman també va ser acreditada pel seu marit Robert K. Merton com a coautora del concepte Efecte Mateu.[25]
- Programadores de l'ENIAC (1946), diverses dones van fer contribucions substancials al projecte, incloent Adele Goldstine, Kay McNulty, Betty Jennings, Betty Snyder, Marlyn Wescoff, Fran Bilas i Ruth Lichterman, però les històries d'ENIAC normalment no han abordat aquestes contribucions, i de vegades s'han centrat en els èxits de maquinari en lloc dels èxits de programari.[26]

### Premis Nobel
Exemples d'homes científics afavorits davant les seves col·legues dones en els premis Nobel:
- El 1934, el Premi Nobel de Medicina o Fisiologia va ser guanyat per George Whipple, George Richards Minot, i William Parry Murphy. Ells van sentir que la seva companya i col·laboradora, Frieda Robscheit-Robbins, estava exclosa pel seu sexe.Whipple, però, va compartir amb ella els diners del premi, ja que considerava que també mereixia el Nobel, com a coautora de gairebé totes les publicacions de Whipple.[2]
- El 1944 el Premi Nobel de Química va ser donat a Otto Hahn com a únic destinatari. Lise Meitner havia treballat amb Hahn i havia establert les bases teòriques de la fissió nuclear (establint el terme "fissió nuclear"). Meitner no va ser reconeguda pel Comitè del Premi Nobel, en part pel seu gènere i en part per la seva identitat jueva perseguida a l'Alemanya nazi. Es va veure afectada per la Llei per la Restauració de la Funció Pública (Gesetz zur Wiederherstellung des Berufsbeamtentums) que prohibia als jueus ocupar càrrecs relacionats amb el govern, inclosa la investigació. Inicialment, la seva ciutadania austríaca la va protegir de la persecució, però va fugir d'Alemanya després de l'annexió d'Àustria per Hitler el 1938.[27]
- El 1950, Cecil Powell va rebre el Premi Nobel de Física pel seu desenvolupament del mètode fotogràfic d'estudi dels processos nuclears i pel resultat descobriment del pió (pi-mesó). Marietta Blau va fer un treball pioner en aquest camp. Erwin Schrödinger l'havia nominada al premi juntament amb Hertha Wambacher, però totes dues van ser excloses.[28]
- El 1956, dos físics americans: Tsung-Dao Lee i Chen Ning Yang, van predir la violació de la llei de paritat en interaccions febles i va suggerir un possible experiment per verificar-la. El 1957, Chien-Shiung Wu va realitzar l'experiment necessari en col·laboració amb el National Institute of Standards and Technology i va mostrar la violació de la paritat en el cas de l'Emissió beta. El Premi Nobel de Física el 1957 es va atorgar als físics masculins i Wu va ser omesa. Va rebre el premi Wolf el 1987 en reconeixement de la seva feina.[29]
- El 1958, Joshua Lederberg va compartir el Premi Nobel de Medicina o Fisiologia amb George Beadle i Edward Tatum. Els microbiòlegs Joshua Lederberg i la seva dona Esther Lederberg, juntament amb Beadle and Tatum, van desenvolupar la tècnica de rèplica plating, mètode de transferència de colònies bacterianes d'una placa Petri a una altra, que és vital per a la comprensió actual de la resistència als antibiòtics[16] Tot i això, Esther Lederberg no va ser reconeguda pel seu treball vital en aquest projecte de recerca,i la seva contribució va ser primordial per a la implementació reeixida de la teoria.[30] A més, no va rebre reconeixement pel seu descobriment del Fag lambda ni pels seus estudis sobre el factor de fertilitat F que van crear una base per a futures investigacions genètiques i bacterianes.[16][31]
- En els darrers anys del 1960, Jocelyn Bell Burnell (nascuda el 1943) va descobrir el primer radi púlsar. Per aquest descobriment, el Nobel de Física del 1974 es va atorgar al seu supervisor Antony Hewish i a Martin Ryle, que havia citat Hewish i Ryle pel seu treball pioner en radio-astrofísica. Jocelyn Burnell en va quedar fora. La seva omissió del premi Nobel va ser criticada per diversos astrònoms destacats, inclòs Fred Hoyle, Ióssif Xklovski, guradonat amb la Medalla Bruce el 1972 i també l'assemblea general de la International Astronomical Union de 1970.[32]

### Altres
Ben Barres (1954–2017), un neurobiòleg de la Facultat de Medicina de la Stanford University va transicionar a home, convertint-se en el primer científic obertament transgènere de l'Acadèmia Nacional de Ciències dels Estats Units. El 2013 va parlar de què els seus èxits científics havien estat percebuts de manera diferent, segons la percepció que els seus col·legues tenien respecte del seu sexe en aquell moment. Això mostra l'existència d'un relat dels biaixos experimentats a partir d'identitats diferents, tal com els percep un individu.